# NGC 4375
NGC 4375 (другие обозначения — UGC 7496, MCG 5-29-80, ZWG 158.100, IRAS12224+2850, PGC 40449) — галактика в созвездии Волосы Вероники.
Этот объект входит в число перечисленных в оригинальной редакции «Нового общего каталога».
В галактике вспыхнула сверхновая SN 1960J, её пиковая видимая звездная величина составила 18,5.